# Анютино (Івановська область)
Анютино (рос. Анютино) — присілок в Палехському районі Івановської області Російської Федерації.
Населення становить 13 осіб. Входить до складу муніципального утворення Раменське сільське поселення.

## Історія
Від 2005 року входить до складу муніципального утворення Раменське сільське поселення.

## Населення
| 1905 | 2010 |
| ---- | ---- |
| 139  | ↘13  |